# Konstal 111N
Konstal 111N je jednodijelni tramvaj, koji se proizvodio 1993. godine u tvornici Konstalu. Taj tip, koji je odvojen od jednosmjernog tipa Konstal 105Na, je prodavan u gornjošlesku konurbaciju, gdje je prodano 6 tramvaja ovog tipa.

## Konstrukcija
Konstal 111N je četveroosovinski jednosmjerni tramvaj s vratima na obje strane, a kad su krajevi tramvaja spojeni međusobno, mogu biti dvosmjerni. Po mehanizmu je tramvaj sličan tipu Konstal 105Na. Pod je visok 910 mm nad kolosijekom. Stolice od laminata su raspoređene sistemom 1+1.

## Nabave tramvaja
| Država  | Grad                     | Tip  | Godine prodaje | Isporučeno tramvaja | Garažni brojevi              | Izmjene | Izvori |
| ------- | ------------------------ | ---- | -------------- | ------------------- | ---------------------------- | ------- | ------ |
| Poljska | gornjošleska konurbacija | 111N | 1993.          | 6                   | 341, 342, 360, 373, 406, 613 |         | [ 3 ]  |

## Galerija
- Tramvaj 111N, linija br. 4 (Gliwice, gornjošleska konurbacija)
- Modernizirani tramvaj 111N (Gliwice, gornjošleska konurbacija)
- Tramvaj 111N, linija br. 35 (Zabrze, gornjošleska konurbacija)

## Vanjske poveznice
- Konstal 111N - mkm.szczecin.pl